# Birstein
Birstein est une municipalité allemande située dans le land de la Hesse et l'arrondissement de Main-Kinzig.

## Personnalités liées à la ville
- Wolfgang-Ernest Ier d'Isembourg-Büdingen-Birstein, comte né et mort à Birstein.
- François-Joseph d'Isembourg-Birstein (1869-1939), homme politique né à Birstein.
- Ronald Battenhausen (1945-), homme politique né à Birstein.